# Sigourney Bandjar
Sigourney Bandjar (Paramaribo, 18 agosto 1984) è un ex calciatore olandese, di ruolo difensore.

## Carriera
Ha giocato nella prima divisione dei campionati olandese e kazako.

## Palmarès

### Club

#### Competizioni nazionali
- Eerste Divisie: 2

Excelsior: 2005-2006
RKC Waalwijk: 2010-2011